# Transports de Martigny et Régions
De Transports de Martigny et Régions SA (afgekort TMR) is sinds 2001 een Zwitserse vervoersonderneming met het hoofdkantoor in Martigny in het kanton Wallis.

## Geschiedenis
De Transports de Martigny et Régions ontstond in 2001 door fusie van de:
- Chemin de fer Martigny–Orsières (MO)
- Chemin de fer Martigny–Châtelard (MC)

### Mont-Blanc Express
De TMR gebruikt voor de lijn Chemin de fer Martigny–Châtelard (MC) en de SNCF voeren sinds 1997 de merknaam Mont-Blanc Express.

#### Geschiedenis
Op 10 juni 1902 werd de Compagnie du Chemin de fer de Martigny au Châtelard – ligne du Valais à Chamonix opgericht. Op 24 november 1902 werd begonnen met de bouw van 46 bruggen en viaducten plus 12 tunnels.
Het traject van Martigny naar Le Châtelard werd op 20 augustus 1906 geopend.

#### Elektrische tractie
Het traject van de MC werd geëlektrificeerd met een spanning (oorspronkelijk 550) 850 volt gelijkstroom deels met bovenleiding en de gedeeltes van Vernayaz MC naar Salvan, van Le Trétien naar Finhaut en van Le Châtelard-Frontière naar Vallorcine met een stroomrail.

### Saint-Bernard Express
De TMR gebruikt voor de lijn Chemin de fer Martigny–Orsières (MO) de merknaam Saint-Bernard Express.

#### Geschiedenis
Het traject van Martigny naar Orsières van de Chemin de fer Martigny–Orsières (MO) werd in 1910 geopend.
Het traject van Sembrancher naar Le Châble van de Chemin de fer Martigny–Orsières (MO) werd in 1953 geopend.

#### Traject
Het traject van Martigny naar Orsières loopt langs de La Drame en de La Drame de Ferret. Het traject van Sembrancher naar Le Châble loopt langs de La Drame en de La Drame de Bagnes.
Sinds de jaren 1970 is het toerisme en de wintersport van economisch belang in dit gebied.

#### Elektrische tractie
Het traject van de MO werd geëlektrificeerd met een spanning van 15.000 volt 16 2/3 Hz wisselstroom.

## RegionAlps
De RegionAlps is een dochteronderneming van Schweizerischen Bundesbahnen (SBB) en de Transports de Martigny et Régions (TMR). De RegionAlps is sinds december 2003 belast met het regionaal personenvervoer op de oorspronkelijke Simplonlijn van de Frans-Zwitserse grensplaats Saint-Gingolph in Wallis en Bouveret aan de zuidoever van het meer van Genève verder over Saint-Maurice en langs de Rhône naar Brig. De RegionAlps gebruikt voor dit personenvervoer treinstellen van de SBB en van de TMR.

## Film
- Bettina Bansbach, Regie: Mit dem Zug durchs Rhône- und Aostatal. (Deutschland, Schweiz, SWR, 2005, 26 Min.)

## Afgehandeld

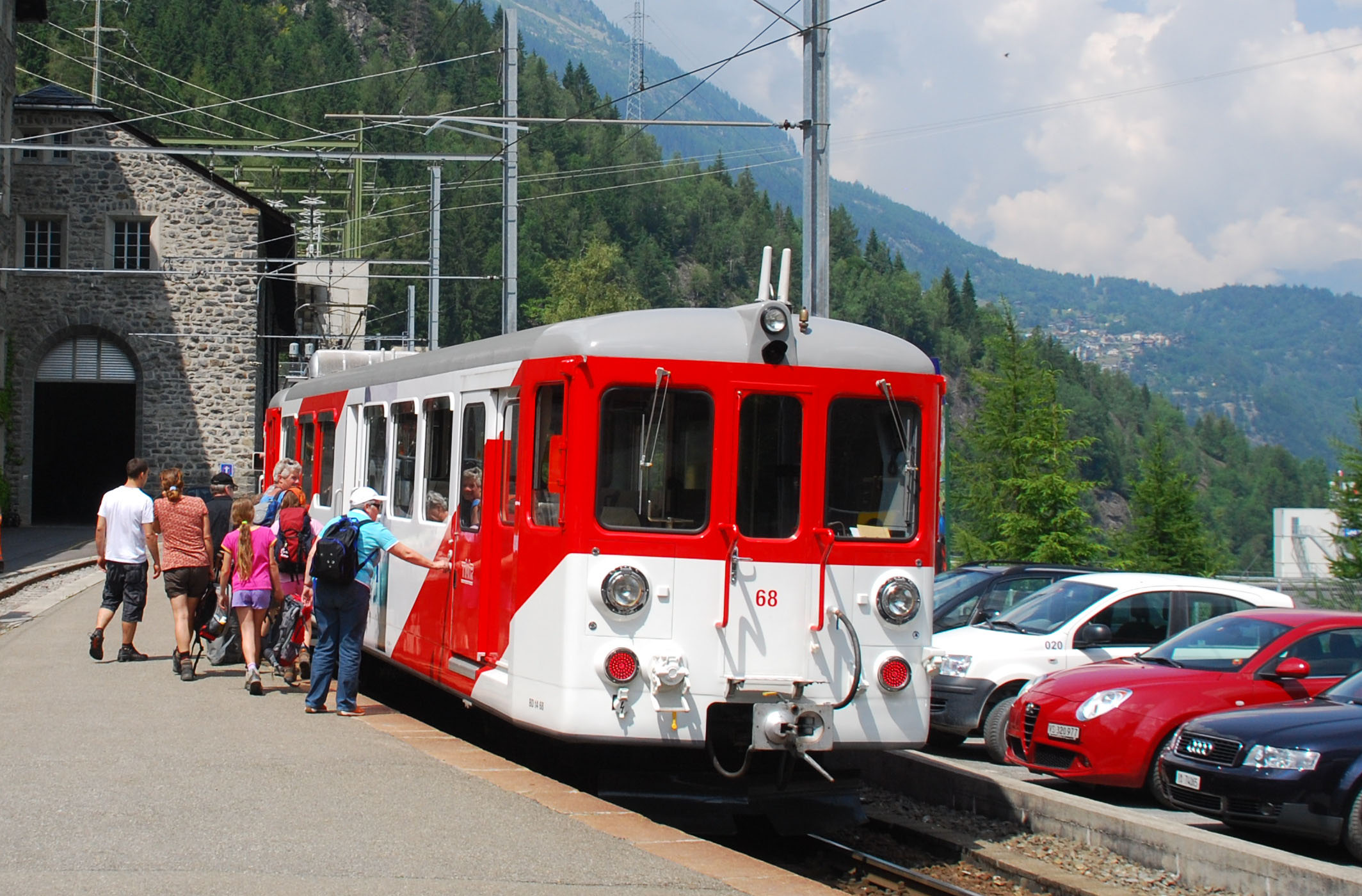
Station Le Châtelard
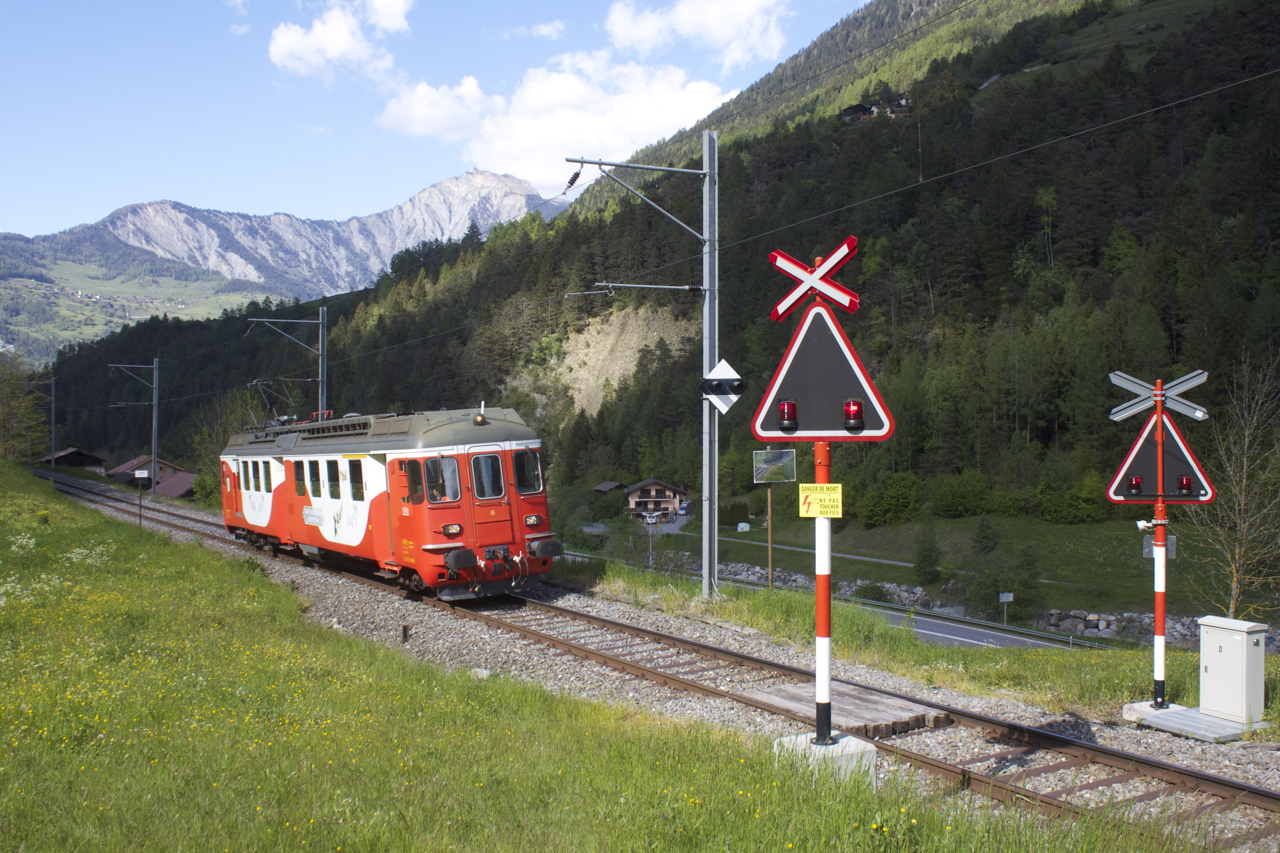
Bij Orsières